# La sonnambula

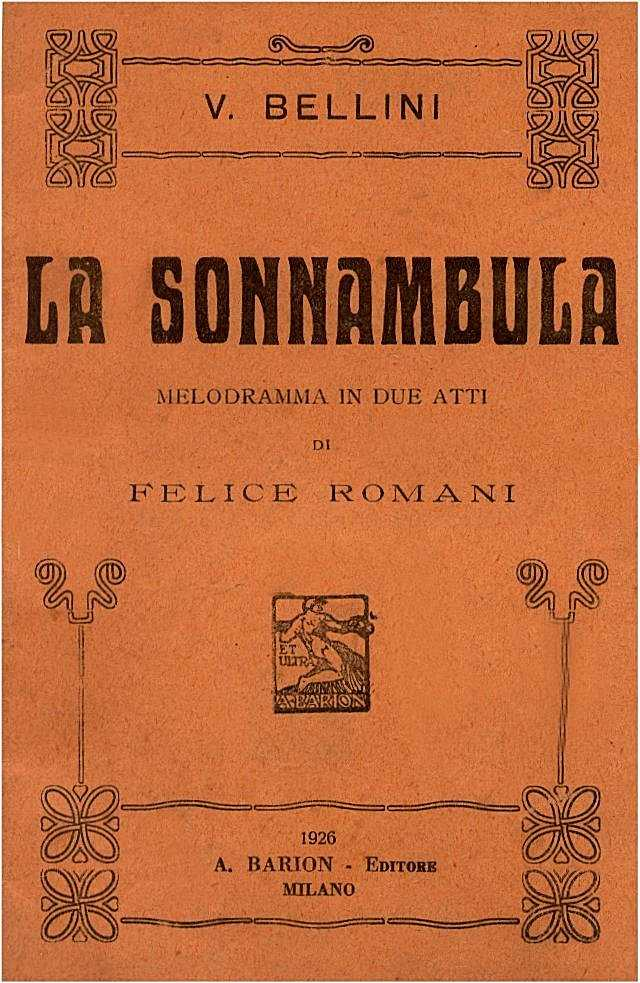

La sonnambula là vở opera nửa nghiêm 2 màn của nhà soạn nhạc nổi tiếng người Ý Vincenzo Bellini. Tác giả của lời cho tác phẩm là Felice Romani, dựa trên kịch bản cho vở ballet-kịch câm được Eugène Scribe viết và Jean-Pierre Aumer gọi là La somnambule, ou L'arrivée d'un nouveau seigneur. Vở opera của Bellini được trình diễn lần đầu tiên vào ngày 6 tháng 3 năm 1831 tại Teatro Carcano, Milan, Ý. Nó giành nhiều thắng lợi trên khắp sân khấu của châu Âu.

## Âm thanh
| Vở opera La sonnambula của Bellini, aria Vi ravviso, o luoghi ameni, được thể hiện bởi Fédor Chaliapine (1873-1938) vào năm 1912 |  |
| |  |
| |  |

| Vở opera La sonnambula của Bellini, aria Ah! non credea mirarti, được thể hiện bởi Adelina Patti (1843-1919) vào năm 1906 |  |
| |  |
| |  |